# ولری پرین
 ولری پرین (انگلیسی: Valerie Ritchie Perrine؛ زادهٔ ۳ سپتامبر ۱۹۴۳) هنرپیشه و مانکن اهل ایالات متحده آمریکا است. وی از سال ۱۹۷۱ میلادی تاکنون مشغول فعالیت بوده‌است.
از فیلم‌هایی که وی در آن نقش داشته‌است، می‌توان به سوپرمن، سوپرمن ۲، لنی، سلاخ‌خانه شماره پنج، فرشته روشن و آقای میلیاردر اشاره کرد.